# یورکا ولی
یورکا ولی (به انگلیسی: Eureka Valley) دره‌ای در شهرستان اینیو، کالیفرنیای شرقی، جنوب غرب ایالات متحده واقع است. این دره حدوداً ۴۵ کیلوتر طول و حداکثر ۱۶ کیلوتر عرض دارد. ارتفاعات یورکا ولی از ۸۷۵ متر تا حداکثر ۲٬۵۷۵ متر متغیر است. قسمت جنوبی دره هم‌اکنون قسمتی از پارک ملی دث ولی است. دث ولی دقیقاً در جنوب شرقی یورکا ولی قرار دارد و دیپ اسپرینگ ولی، فیش لیک ولی و رشته‌کوه وایت در شمال آن قرار گرفته‌اند. در شرق یورکا ولی رشته‌کوه لست چنس تا ۱٬۶۷۵ متر بالاتر از سطح دره بالا آمده‌است. کوه‌های سالین در غرب و سالین ولی در جنوب غرب یورکا ولی جای گرفته‌اند.